# 国立剧场
国立剧场（日语：／ Kokuritsu Gekijō */?）是位于日本东京都千代田区隼町的剧场，由独立行政法人日本藝術文化振興會設置及运营，主要用于表演日本传统艺能。每年4月的日本国际奖授奖仪式会在这举行，天皇、皇后、首相、参众两议院议长均会出席。
國立劇場本館於1966年落成，由於使用時間已久，自2023年10月起封館改建，預計2029年秋季完成。

## 交通
- 鐵道
  - 半藏門站：東京地下鐵半藏門線
  - 永田町站：東京地下鐵有樂町線、南北線
- 都營巴士
  - 三宅坂（日语：三宅坂）巴士站
    - 都03四谷站－晴海埠頭
    - 宿75新宿站西口－三宅坂（日语：三宅坂）

※離場可搭乘「劇場巴士」。

## 外部鏈結
- 国立剧场官网（页面存档备份，存于）
- 國立劇場改建計畫專特設網站 （页面存档备份，存于）

35°40′53″N 139°44′35″E / 35.68139°N 139.74306°E